# Rainbow Kesha

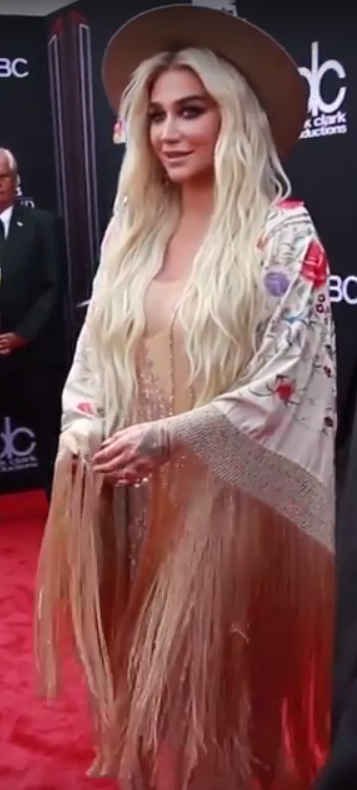
Kesha la premiile Billboard 2018

Rainbow este al treilea album de studio al lui Kesha. A fost lansat pe 11 august 2017. Albumul a fost lansat la cinci ani de la albumul sau anterior, Warrior, iar de atunci, Kesha s-a confruntat cu mai multe lupte în viața ei personală și profesională, inclusiv cu un stagiu într-un centru de tratament pentru o tulburare de alimentație și probleme emoționale, precum și o bătălie juridică extrem de mediatizată cu fostul ei producător Dr. Luke, pe care l-a acuzat de abuz sexual, fizic și emoțional. Kesha a început să scrie melodii pentru următorul ei album, în timp ce se afla în reabilitare, în ianuarie 2014 și, deoarece contractul de înregistrare la momentul respectiv o obliga să lucreze cu Dr. Luke, a înregistrat ulterior o serie de piese noi pe cont propriu și le-a predat casei sale de discuri.

## Procesul de creație
În ceea ce privește genul noului său album, Kesha a lansat această declarație în ediția din august 2014 a Teen Vogue :
„Nu voi face un album de cântece de leagăn, doar în cazul în care există cineva care să creadă că este o posibilitate.Muzica mea va avea mereu curaj până când voi fi o bunică nebună în vârstă de 85 de ani, așa că nu vă faceți griji pentru asta.”
În timp ce se afla în turneul Kesha and the Creepies: Fuck the World Tour, Kesha a anunțat că are 52 de melodii gata să fie lansate.
În numărul din octombrie 2016 al publicației The New York Times, am aflat că Kesha a scris încă 22 de melodii care așteaptă să fie finalizate, lustruite și lansate. Kesha a primit furnizori externi, iar Kesha și Kemosabe au fost de acord să lucreze cu aproximativ o duzină dintre ei. 
Pe 5 iulie 2017, Kesha a anunțat pe platformele de socializare că „Praying” va fi lansat a doua zi. Piesa a fost lansată împreună cu videoclipul său, alături de precomanda albumului.
Albumul a fost nominalizat pentru cel mai bun album vocal pop la ediția 60 de la premiile Grammy, marcând prima dintre cele două nominalizări.

## Lista melodiilor
1. "Bastards"
2. "Let 'Em Talk" (feat. Eagles of Death Metal)
3. "Woman" (feat. The Dap-Kings Horns)
4. "Hymn"
5. "Praying"
6. "Learn to Let Go"
7. "Finding You"
8. "Rainbow"
9. "Hunt You Down"
10. "Boogie Feet" (feat. Eagles of Death Metal)
11. "Boots"
12. "Old Flames (Can't Hold a Candle to You)" (feat. Dolly Parton)

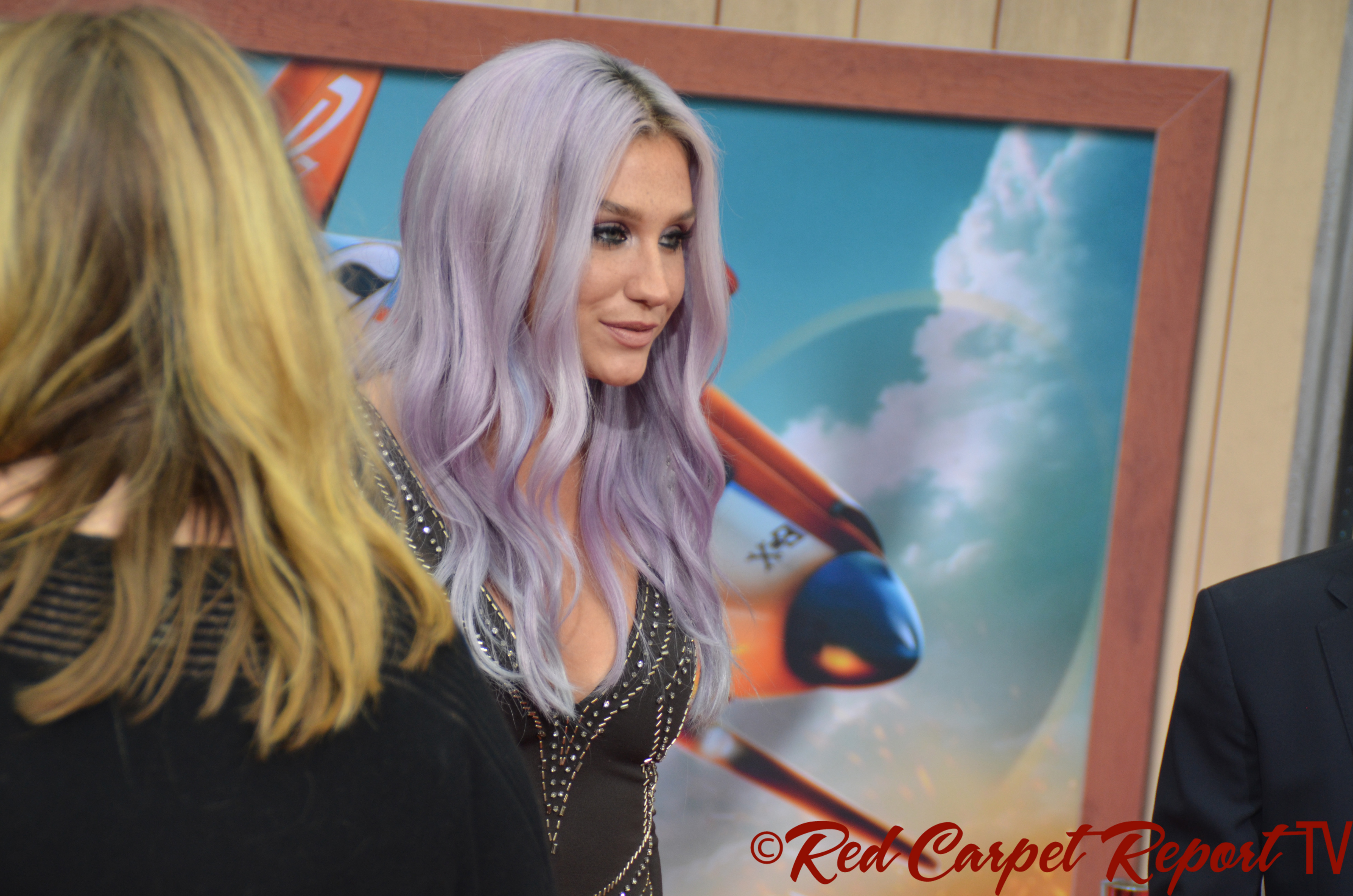
Kesha la premierea filmului Planes Fire & Rescue în 2014

13. "Godzilla"
14. "Spaceship"
15. "Emotional" (melodie bonus)